# ホルス
ホルス（Horus、エジプト語ラテン文字転写: Hr, Hru、古代ギリシア語: Ώρος, Hōros、ホーロス）は、エジプト神話における天空の神。

## 概要
もともとホルスは、同名かつ神格と役割が異なる神が二柱存在したとされる。それらがラーの息子とオシリスとイシスの息子であり、やがて同一視され習合されたものだとされているこれ以外にも様々な神との習合が見られる。通常は、隼の頭を持ち太陽と月の両目を持つ成人男性として表現される。初期は、隼そのものの姿だったが時代とともに人間の姿（幼児から成人）をとるようになる。
エジプトの神々の中で最も古く、最も偉大で、最も多様化した神の一つである地域や時代によっては異なる呼称や神格を持ち、また多くの他の神々と習合している。
有名なシンボルである「ウジャトの目」とは、ホルスの目のことである。

## 大ホルス
初期のホルスは太陽と月を両目に持つ天空神とされており、彼は原住民の神と習合されてハロエリス（Haroeris、「大ホルス」の意）または、ハルウェルという名の光の神となった。ハロエリスは、天空に浮かぶ月の神でもあり眼病を癒す神として眼病患者の信仰を集めた。またハロエリスは、エジプトの北と南の両方にある聖域を定期的に往復するとされた。彼はハトホルの息子とされた
ホルスを崇拝する人々が上エジプトのベフデト（Behdet）にまで広がるとホルスは、ホルス・ベフデティ（Horus-Behdeti、「エドフのホルス」の意）と呼ばれ、ラーの息子とされ、オシリスの敵たるセトを倒す神とされた。主に国家の守護神、外敵と戦う神として信仰される。その姿は、隼の頭をもつ人間あるいは、隼の頭を着けた杖を携えた鷹の頭をもつ人間として表現された
ホルアクティ（Harakhte、「地平線のホルス」の意）の名では、ケプリとアトゥムの性質を帯び、隼の頭をもつ人間の姿で表現され、光の神として毎日東から西へと地平を渡り、太陽神ラーと同一視された
ハルマキス（Hor-em-akhet、「地平線におけるホルス」の意）の名では、スフィンクスの姿で主に表現された。日の出の太陽とみなされ、復活を象徴する者となり、ケプリとも関連づけられた。また彼は、多くの知恵を備えた者とされた

## 小ホルス
主にオシリス神話にて語られる。冥界の神オシリスを父に、豊穣の女神イシスを母に持つ。配偶神は愛と美の女神ハトホルと母イシスであり、ハトホルとの間に音楽の神イヒを成し、イシスとの間には「ホルスの4人の息子」と呼ばれる四柱の神々を成した。
この場合のホルスは、ハルシエシス（Harsiesis、「イシスの息子ホルス」の意）と呼ばれた。これは、オシリスへの信仰が高まるにつれ、その息子のホルスに太陽神ホルスの一部が同化したものと考えられているオシリス3神の一員として崇拝されたほか、イシス信仰が発展するにつれて、子供の姿で表現されるハルポクラテス（Har-pa-khered または Heru-pa-khered、「子供のホルス」の意）として崇拝されたハルポクラテスに授乳するイシスへの崇拝が、初期のキリスト教徒が聖母子を熱烈に信仰する一因であったと考える人もいるハルポクラテスは、また母神イシスの膝に乗った幼児（ホルサイセ・ハルポクラテス）として表現されることもあった。
宿敵セトと戦い、勝利したホルスはホルス・ベフデティと呼ばれ、ラーが各神殿に翼のある太陽円盤を置かせたことからホルス・ベフデティは、その太陽円盤の姿で表現されることになり、さらに戦場のファラオの戦車の上を飛ぶ、王権の殻竿などをもつ隼としても表現された。ここに至ってホルスとラーは同一視され、習合したラー・ホルアクティ（Ra-Harakhte、「地上のホルスたるラー」の意）となった。

## 外見
通常は、隼の頭を持ち太陽と月の両目を持つ成人男性として表現される。初期は、隼そのものの姿だったが、他の神々との習合や時代の移り変わりとともに人間の姿（幼児から成人）をとるようになった。

## 名前の由来
「ホルス」(Hōrus) という語形はエジプト語 ḥr(.w) がギリシャ語 Ώρος (Hōros) を経由してラテン語化したものだが、さらに遡った由来として、エジプト語の「顔」を意味する語「ホル」や「上にあるもの」を意味する語「ホル」が由来だとする説があるいずれにせよ「ホルス」の名は、リビアから来て上・下の両エジプトの大半を征服した民族の地域神となっていた隼神の名前であり、他の多くの隼神を吸収するほど有力な神であった

## ファラオとの関連
古代エジプトにおいてホルスは、「王そのもの」であり、ファラオは、ホルスの化身、地上で生きる神（現人神）で現世の統治者と捉えられた。ファラオは、様々な神の名前を自分の即位名に組み込んでいった。ホルスも同時に様々な姿に変わった。まさにホルスとファラオは、一体だったのである。
初期王朝時代のファラオはホルスの化身を名乗り、絶対的な権力を獲得した。この思想が反映されたのが「ホルス名」である。
古王国時代になると、第4王朝のジェドエフラーは「ラーの息子」を名乗った。それにより、ホルスはラーの息子となり、ファラオは神の化身という思想が崩れた。

## 備考
- エジプト航空の航空機の垂直尾翼には、航行の安全を願ってホルスが描かれている。また、同社のビジネスクラスの名称は「ホルスクラス」である。

### 出典

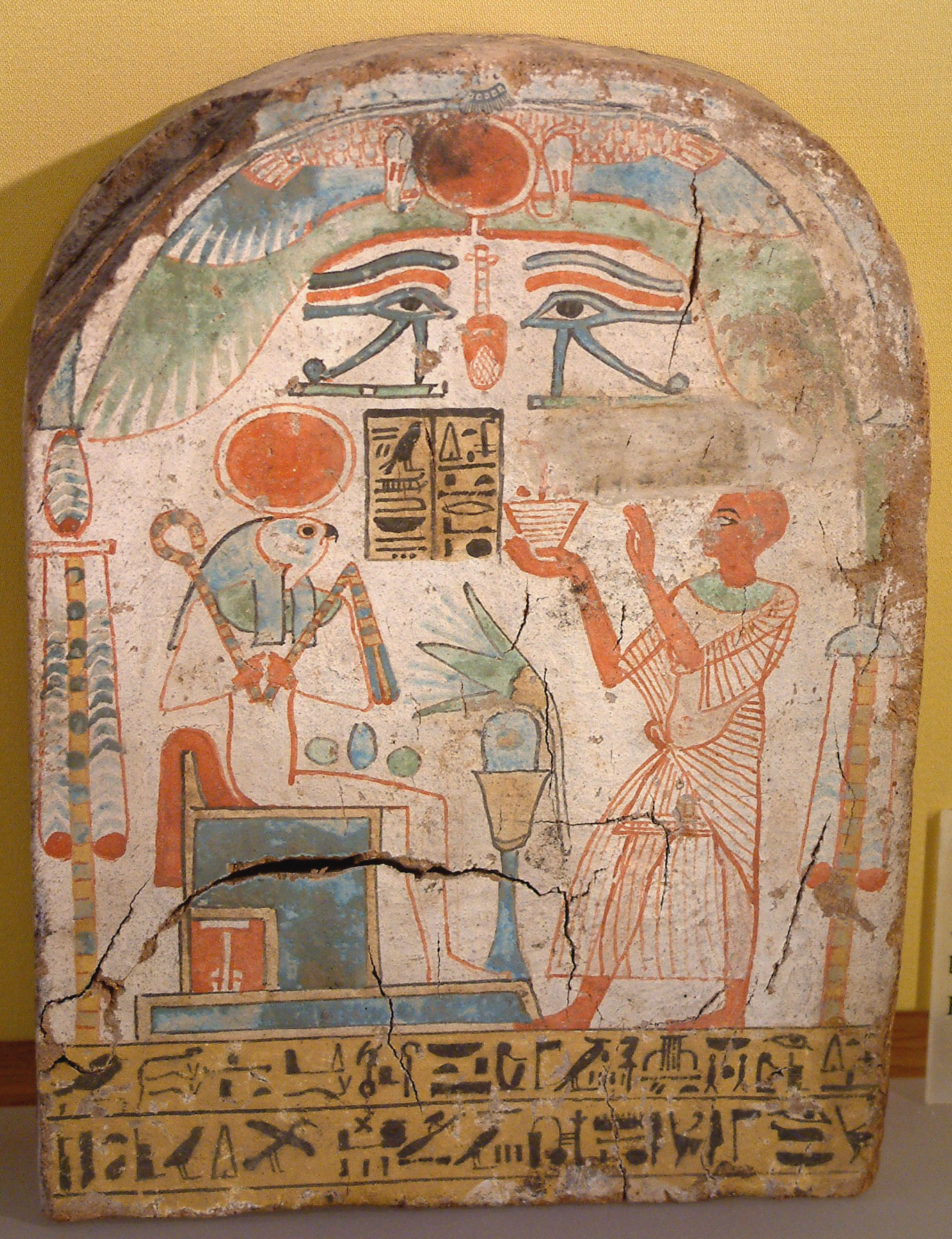
太陽円盤を頭に載せたラー・ホルアクティ。その上には2つのウジャトが描かれている。（ルーヴル美術館蔵）